# Contenance
Das Wort Contenance (gesprochen [kõtəˈnɑ̃ːs], auch Kontenance geschrieben; über das altfranzösische contenance aus dem lateinischen continentia, für „Bescheidenheit, Zurückhaltung, Enthaltsamkeit, Selbstdisziplin, Selbstbeherrschung“, entlehnt; Nebenform: Kontinenz) bedeutet „Haltung“, „Fassung“ oder „Gemütsruhe“ sowie die Gelassenheit und Besonnenheit in schwierigen Situationen der Interaktion und Kommunikation.
Die Wahrung der Contenance kann in manchen Situationen taktische Überlegenheit verschaffen und eine Eskalation verhindern. Besonders in gehobenen Gesellschaftsschichten dient die Wahrung der Contenance der Distinktion.
Häufig gebrauchte sprachliche Ausdrücke sind „die Contenance wahren“ oder „die Contenance verlieren“.

## Zitate
„Was die Franzosen Contenance nennen, Haltung und Harmonie im äußern Betragen, Gleichmütigkeit, Vermeidung alles Ungestüms, aller leidenschaftlichen Ausbrüche und Übereilungen, dessen sollte sich vorzüglich ein Mensch von lebhaftem Temperamente befleißigen.“